# Diecéze cahorská
Diecéze cahorská (lat. Diocesis Cadurcensis, franc. Diocèse de Cahors) je francouzská římskokatolická diecéze. Leží na území departementu Lot, jehož hranice přesně kopíruje. Sídlo biskupství i katedrála Saint-Étienne de Cahors se nachází ve městě Cahors. Diecéze je součástí toulouské církevní provincie.
Od 15. července 2014 je biskupem Laurent Camiade.

## Historie
Biskupství bylo v Cahors založeno v průběhu 3. století. Oblast jeho působnosti tvoří historické území Quercy, jehož název je – stejně jako název Cahors – odvozen od pojmenování původního obyvatelstva, galského kmene Kadurků (latinsky Cadurci).
Vydělením území z cahorské diecéze (a toulouské arcidiecéze) bylo 11. července 1317 v Montaubanu zřízeno montaubanské biskupství papežem Janem XXII.
V důsledku konkordátu z roku 1801 bylo 29. listopadu 1801 bulou papeže Pia VII. Qui Christi Domini zrušeno velké množství francouzských diecézí, mezi nimi také diecéze Rodez a Vabres, jejichž území bylo zčásti včleněno do cahorské diecéze (v případě diecéze Rodez také do diecéze Saint-Flour a v případě diecéze Vabres také do montpellierské diecéze, dnešní arcidiecéze). Biskupství v Rodez bylo obnoveno bulou Paternae caritatis 6. října 1822 a od 27. května 1875 nese název Rodez a Vabres.
Od 8. prosince 2002 je cahorská diecéze sufragánem toulouské arcidiecéze; do té doby byla sufragánní diecézí arcidiecéze Albi.